# Burocracia (livro)
Burocracia é um livro político escrito pelo economista austríaco e pensador libertário Ludwig von Mises. A motivação declarada do autor ao escrever o livro é sua preocupação com a disseminação dos ideais socialistas e a crescente burocratização da vida econômica. Embora ele não negue a necessidade de certas estruturas burocráticas para o bom funcionamento de qualquer Estado civilizado, ele discorda da medida em que passou a dominar a vida pública dos países europeus e dos Estados Unidos. O propósito do autor é demonstrar que os aspectos negativos da burocracia não são resultado de más políticas ou corrupção, pois o público tende a pensar, mas é necessariamente construído em estruturas burocráticas devido às tarefas com as quais essas estruturas têm de lidar. O corpo principal do livro é, portanto, dedicado a uma comparação entre a iniciativa privada, por um lado, e as agências burocráticas / empresas públicas, por outro. 